# Davit Narmania
Davit Narmania (géorgien : დავით ნარმანია), né le 7 mars 1979 à Zougdidi, est un homme politique géorgien, ancien ministre et maire de Tbilissi de 2014 à 2017.

## Biographie

### Études et débuts
En 2005, il obtient un master en gestion des affaires étrangères, puis un doctorat en économie sectorielle de l'Université d'État de Tbilissi.
Après avoir animé une association de jeunes économistes, il rejoint différents organismes privés et publics (ministère des finances de 2001 à 2003 et Institut des affaires publiques -GIPA- comme professeur).

### Ministre
Après avoir été directeur exécutif de l'institut caucasien de recherche économique et social, il est nommé ministre du Développement régional et des Infrastructures dans le gouvernement de Bidzina Ivanichvili le 16 octobre 2012 et est reconduit dans le gouvernement d'Irakli Garibachvili jusqu'à sa démission afin de préparer les élections locales de Tbilissi. 

### Maire
Le 15 juin 2014, Davit Narmania conduit la liste du Rêve géorgien qui recueille 46,9 % des suffrages exprimés au premier tour des élections municipales de la capitale géorgienne, contre 27,97 % à la liste du Mouvement national uni dirigée par Nika Melia.
Le 12 juillet, sa liste remporte le deuxième tour avec 73,51 % des suffrages. Le 2 août, il est élu maire par le nouveau conseil municipal.
Lors de son accession à la mairie, il déclare que les caisses publiques ont été vidées par le précédent parti en place, et particulièrement les fonds réservés aux services de santé et services sociaux. En août 2016, il présente des excuses publiques pour sa réaction agressive face à des offenses portées contre lui sur les réseaux sociaux.
En octobre 2017, il ne se représente pas et est nommé ambassadeur de Géorgie en Allemagne. Son mandat à la mairie prend formellement fin le 13 novembre 2017, date à laquelle Kakhaber Kaladze lui succède. En décembre 2017, il pousse sa propre demande d'adhésion à la commission nationale géorgienne de régulation des infrastructures hydrauliques et énergétiques (GNERC).